# الرابطة الطبية للمغتربين السوريين (سيما)
الرابطة الطبية للمغتربين السوريين أو سيما هي منظمة إنسانية صحية إغاثية وتنموية، غير حكومية وغير ربحية، تعنى بتوفير الرعاية الصحية عالية الجودة للمستفيدين من خدماتها.

## حول سيما
هي منظمة حيادية لا تتبع لأي تيار سياسي تنشط في شمال غرب سوريا، حاصلة على الاعتراف الرسمي والترخيص والتسجيل في العديد من دول الاتحاد الأوروبي، كـ فرنسا وبريطانيا وإيطاليا، وكذلك في تركيا، وهي مازالت تشهد الاعتراف والاعتماد في الكثير من دول العالم.

## التعليم والتدريب الطبي
تتبع لمنظمة سيما 3 مراكز تعليمية هي أكاديمية العلوم الصحية في إدلب ومركز سيما للتعليم والتدريب المهني في عفرين والمعهد الأكاديمي الطبي في ولاية ييلداغ التركية، كما بدأت سيما في سبتمبر/2021م بتأسيس مجمع طبي أكاديمي في منطقة كفرلوسين شمال إدلب يضم أكاديمية لتخريج الكوادر الطبية ومشفى تخصّصي، ومبنى مركزي يمثل الإدارة العامة لسيما في الداخل السوري، إضافةً إلى سلسلة مراكز خاصة بالتدريبات والأنشطة المتعلقة ببرامج الحماية والغذية والبرامج الصحية.

## برامج سيما
• المشافي الجراحية:
تقدم منظمة سيما الدعم الكامل لـ 10 مستشفيات موجودة في شمال سوريا
• الحماية والدعم النفسي:
يتبع لمنظمة سيما 24 مركز متخصص بتقديم خدمات الحماية والدعم النفسي
• التغذية والصحة المجتمعية:
قامت سيما بتدريب وتأهيل عمال الصحة المجتمعية العاملين والذين بلغ عددهم أكثر من 100 عامل صحة مجتمعية موزعين في مناطق مختلفة في شمال سوريا، وذلك لتحقيق وصول أفضل وتغطية أوسع للمجتمعات